# محمد المازم
محمد المازم (1 مارس 1971 -)، منشد ومغني إماراتي.

## حياته مشواره الفني
أحب منذ طفولته الموسيقى والغناء، إذ كان يغني في الحفلات والمهرجانات التي كانت تقيمها مدرسته. بدأ مشواره الفني عام 1983 مع فرقة موسيقية، أقامها هو وأصحابه وكان هو المطرب فيها وإضافة إلى ذلك كان عازف درامز في نفس الفرقة. وفي سنة 1986 قرر الانفصال عن الفرقة، ليصبح مطربا، وساعده في ذلك الأستاذ عيد الفرج، وفي عام 1987 إختاره الأستاذ إبراهيم جمعة ليغني النشيد العربي السابع للمكفوفين، وبعدها بدأ يغني أغاني خاصة به. تعاون مع الكثير من الملحنين والشعراء العرب والخليجيين منهم: علي الخوار وسعيد بن عديل وسالمين المنصور لكن معظم أغانيه كانت من تلحينه تعاون مع شاعرات وهن الشاعرة ا «هتان» من السعودية والشاعرة «ونة» من الإمارات، كان يعمل موظفا في إحدى الدوائر الحكومية لكنه تركها مفضلا مجال الفن
انطلاقته الفعلية كانت في العام 1989
حيث قدم ألبوما وطنيا اجتماعيا هو «حبيب الغير قلبي متيم» ثم اتجهه لتقديم الاغنيات العاطفية، قدم خمسة عشر ألبوما عاطفيا على مدى ستة عشر عاما، إضافة لمجموعة أغاني مصورة خليجيا وعربيا ويعتبر أول مغني عربي صور أعماله في الهند  وتركيا 
في أكتوبر 2018 أطلق أغنية منفردة بعنوان «ظروف الوقت» من كلمات سالمين المنصور وألحان مغرم وتر وتوزيع محمد صالح

## المهرجانات التي شارك فيها
شارك في عدة مهرجانات عربية
منها:-
- مهرجان جرش عام 1996  الأردن
- مهرجان قرطاج، 2003 تونس
- مهرجان تدمر السياحي 1999  سوريا
- مهرجان افتتاح البولينج، 1999 أبوظبي  الإمارات العربية المتحدة
- ليالي دبي  الإمارات العربية المتحدة                                  * مهرجان هلا فبراير عامي 2002، 2004  الكويت
- مهرجان أبها عام 1999  السعودية[6][7][8]
- مهرجان الجنادرية،2001  السعودية
- مهرجان المحبة والسلام، 2005  سوريا
- مهرجان الإنشاد الإسلامي الأول 2007 سوريا
- مهرجان المحبة والنصرة 2008،  اليمن[9]

## الإعتزال والعودة
أعلن اعتزاله الغناء وتوجهه للأناشيد الدينية عام 2007 عاد بعدها لتقديم الأغنيات الوطنية والهادفة وعن سبب اعتزاله صرح حينها بأن (واقع الأغنية العربية صار متدنياً جداً، والأغنيات العاطفية لا تُفيد أحداً، وعقب إصدار كل ألبوم أو تصوير أي كليب كان يجلس مع نفسه جلسة مصارحة، وفي النهاية اكتشفت أني لا أقدم شيئاً مفيداً وأنه مسؤول أمام الله وسيحاسب على كل أعماله).
، تعاون مع فرقة الدار في تلحين عمل الكلمة الطيبة وقد شاركوه في تسجيل الكثير من أناشيده وحفلاته الإنشادية.
تراجع محمد المازم عن الإعتزال سنة 2018 بإصدار أغنيته المنفردة بعنوان "ظروف الوقت"

### تقديم البرامج
في شهر رمضان 2007 قدم برنامجا حمل عنوان «فاعل خير» وعرض على شاشة قناة سما دبي، في أول ظهور إعلامي له كمقدم برامج تلفزيونية بعد توقفه عن الغناء وإتجاهه لتقديم الأناشيد الإسلامية
.

## ألبومات غنائية[14]
| الألبوم                | العام | المنتج            |
| ---------------------- | ----- | ----------------- |
| حبيب الغير (قلبي متيم) | 1989  | أرى للإنتاج الفني |
| محمد المازم 1990       | 1990  | شركة النظائر      |
| محمد المازم 1993       | 1993  | شركة النظائر      |
| عذيب اللما             | 1994  | فنون الإمارات     |
| طنش                    | 1995  | الخيول            |
| فديتك                  | 1995  | الخيول            |
| مثل الشموع             | 1996  | الخيول            |
| المازم 98              | 1998  | فرسان             |
| طلة المازم             | 2000  | روتانا            |
| عيون المازم            | 2001  | روتانا            |
| أحبك                   | 2002  | روتانا            |
| شمعة المازم            | 2003  | روتانا            |
| مالك قلبي              | 2007  | روتانا            |

## فيديو كليبات
| الأغنية                                             | المنتج                 | المخرج            |
| --------------------------------------------------- | ---------------------- | ----------------- |
| يا خاين العشرة شاركت الممثلة طيف بالتمثيل في الكليب | شركة النظائر           | علي العبدول       |
| ما كان بالإمكان                                     | شركة النظائر           | _                 |
| طيب وحبوب                                           | شركة النظائر           | _                 |
| عندي سؤال                                           | شركة النظائر           | _                 |
| إمارات العروبة والكرم                               | تلفزيون دبي            | _                 |
| فديتك                                               | الخيول                 | _                 |
| أفا عليك                                            | الخيول                 | _                 |
| عام الحب                                            | الخيول                 | سلطان             |
| لا محال                                             | الخيول                 | كن غوش            |
| وحياتك                                              | الخيول                 | كن غوش            |
| عسى ما اخطيت                                        | art الموسيقى           | عادل الخضر        |
| تمتع                                                | art الموسيقى           | حسين دعيبس        |
| نسيتونا حبايبنا                                     | art الموسيقى           | سلطان             |
| تعبت                                                | art الموسيقى           | محمد العجمي       |
| العيون الحلوة                                       | art الموسيقى           | محمد العجمي       |
| من هالعين                                           | روتانا                 | كين غوش           |
| الطلة                                               | روتانا                 | كين غوش           |
| أحبك                                                | روتانا                 | محمد العجمي       |
| روميو وجوليت ديو مع شيرين وجدي                      | art الموسيقى           | ميرنا خياط        |
| ليلة في السنة                                       | روتانا                 | كين غوش           |
| لو بغيت                                             | روتانا                 | جميل جميل المغازي |
| الحب بلا                                            | روتانا                 | جميل جميل المغازي |
| مالك قلبي                                           | روتانا                 | جميل جميل المغازي |
| الورد                                               | روتانا                 | كين غوش           |
| إبعد وخليني                                         | نجوم والعبدول للصوتيات | سهيل العبدول      |
| حط عقلك براسك                                       | نجوم والعبدول للصوتيات | جميل جميل المغازي |
| الحجاب                                              | إنشاد                  | جميل جميل المغازي |
| إذكر المولى                                         | إنشاد                  | جميل جميل المغازي |
| يا حبيبي يا محمد                                    | إنشاد                  | جميل جميل المغازي |

## أغاني وطنية
- إمارات العروبة والكرم
- أوبريت توحيد القوات المسلحة في أبو ظبي 1997
- بلاد الفخر مع فرقة الدار 2009 [15]
- أوبريت ولاء وانتماء 2010
- فديتك يا أمنا الغالية

## من أناشيده الدينية
- إذكر المولى
- بلاد الفخر والكلمة الطيبة مع فرقة الدار 2009
- الحجاب 2010
- يا سامعين
- خـالق الكـون
- بلسم الروح
- كما تدين تدان
- صلاتي
- الوالدين
- الذمة
- أكرم بني الخلق مع فايز السعيد وحسين الجسمي
- أقول مع حمد العامري وفايز السعيد

## ألبومات إنشادية
- 2007: البداية.
- 2010: صلاتي.
- 2011: الكل بالكل.

## الأناشيد المصورة
- إذكر المولى.
- يا حبيبي يا محمد من البوم البداية.
- الحجاب.